# Telepathic with the Deceased
Telepathic with the Deceased — третий студийный альбом американской блэк-метал-группы Xasthur, выпущенный 17 августа 2004 года на лейбле Moribund Records.

## Отзывы критиков
Крис Бруни из BraveWords пишет, что музыка звучит «не от мира сего, а депрессивные и навевающие тоску вибрации, которые исходят от этого альбома, демонстрируют Xasthur как одну из наиболее отчётливых и мощных сил, которые может предложить жанр».

## Список композиций
| №   | Название                                           | Длительность |
| --- | -------------------------------------------------- | ------------ |
| 1.  | «Entrance into Nothingness»                        | 3:50         |
| 2.  | «Slaughtered Useless Beings in a Nihilistic Dream» | 4:49         |
| 3.  | «Abysmal Depths Are Flooded»                       | 6:51         |
| 4.  | «May Your Void Become as Deep as My Hate!»         | 3:27         |
| 5.  | «Telepathic with the Deceased»                     | 9:42         |
| 6.  | «A Walk Beyond Utter Blackness»                    | 7:42         |
| 7.  | «Cursed Revelations»                               | 5:39         |
| 8.  | «Drown into Eternal Twilight»                      | 3:00         |
| 9.  | «Murdered Echoes of the Mind»                      | 10:03        |
| 10. | «Exit»                                             | 2:33         |

## Участники записи
- Скотт «Malefic» Коннер — вокал, все инструменты